# Frederik 2. af Anhalt
Frederik 2. (tysk: Friedrich II.; 19. august 1856 – 21. april 1918) var hertug af det tyske hertugdømme Anhalt fra 1904 til 1918.
Frederik tilhørte Huset Askanien og var søn af hertug Frederik 1. af Anhalt. I sin ungdom var han officer i den tyske hær og regerede derefter over det lille hertugdømme Anhalt i det centrale Tyskland fra 1904 til sin død i 1918. I sin regeringstid var han kendt for sin kærlighed til musik og for sit hofteater, der var anerkendt i hele Europa.

## Biografi

### Tidlige liv
Prins Frederik blev født den 19. august 1856 i Dessau som det andet barn og anden søn af Arveprins Frederik af Anhalt-Dessau-Köthen i hans ægteskab med Prinsesse Antoinette af Sachsen-Altenburg. Hans far var den ældste søn af Hertug Leopold 4. af Anhalt-Dessau-Köthen, der herskede over det lille hertugdømme Anhalt-Dessau-Köthen i det centrale Tyskland. I 1863 blev hans farfar, Hertug Leopold, den første hertug af det forenede hertugdømme Anhalt, da linjen Anhalt-Bernburg uddøde ved hertug Alexander Karl af Anhalt-Bernburg død.
Ved farfaderens død i 1871 besteg hans far tronen som Hertug Frederik 1., og Frederiks storebror, Leopold blev arveprins. Sammen foretog de to brødre en dannelsesrejse til Genève, Bonn og München. Begge brødre blev uddannet som officerer i den tyske hær, hvor de forblev i aktiv tjeneste indtil 1883.
Da Arveprins Leopold døde uventet den 2. februar 1886 uden at efterlade sig mandlige arvinger, blev Frederik selv tronfølger med titel af arveprins. Han koncentrerede sig herefter om at sætte sig ind i statsforvaltningens krav og forberede sig på sin fremtidige position.

### Ægteskab
Arveprins Frederik giftede sig den 2. juli 1889 i Karlsruhe i Baden med Prinsesse Marie af Baden (1865–1939), datter af Prins Vilhelm af Baden og Prinsesse Maria af Leuchtenberg, og søster til den senere tyske rigskansler Prins Max af Baden. Ægteskabet forblev barnløst.

### Regeringstid
Frederik blev hertug af Anhalt den 24. januar 1904, da hans far døde. I sin regeringstid var han kendt for sin kærlighed til musik og teater. Han havde ligesom sin slægtning Hertug Georg 2. af Sachsen-Meiningen et hofteater, der var anerkendt i hele Europa.
Hertug Frederik 2. døde 61 år gammel den 21. april 1918 på Ballenstedt Slot i Anhalt. Hertuginde Marie overlevede sin mand med 21 år og døde i 1939. Da han ikke efterlod sig arvinger, blev han efterfulgt som hertug af sin lillebror, Eduard. Eduard regerede nogle få måneder i 1918, før han selv døde kort før monarkierne blev afskaffet i Tyskland ved Novemberrevolutionen i 1918 umiddelbart før afslutningen af 1. verdenskrig.

## Eksterne links
- Wikimedia Commons har flere filer relateret til Frederik 2. af Anhalt

| Frederik 2.Huset AskanienFødt: 19. august 1856 Død: 21. april 1918 |                              |                          |
| Titler som regent                                                  |                              |                          |
| Foregående: Frederik 1.                                            | Hertug af Anhalt 1904 – 1918 | Efterfølgende: Eduard 1. |